# ダールマンツヤクワガタ
ダールマンツヤクワガタ (Odontolabis dalmanni) は、昆虫綱コウチュウ目（鞘翅目）クワガタムシ科に属するクワガタムシの一種。原名亜種を和名ではキンケツヤクワガタ（金毛艶鍬形虫）とも言う。

## 分布
ミャンマー南東部、タイ南西部、マレー半島、スマトラ島、ボルネオ、ナツナ諸島、ラウト島、タレンパ島、カリマンタン島に原名亜種が分布する。

## 特徴

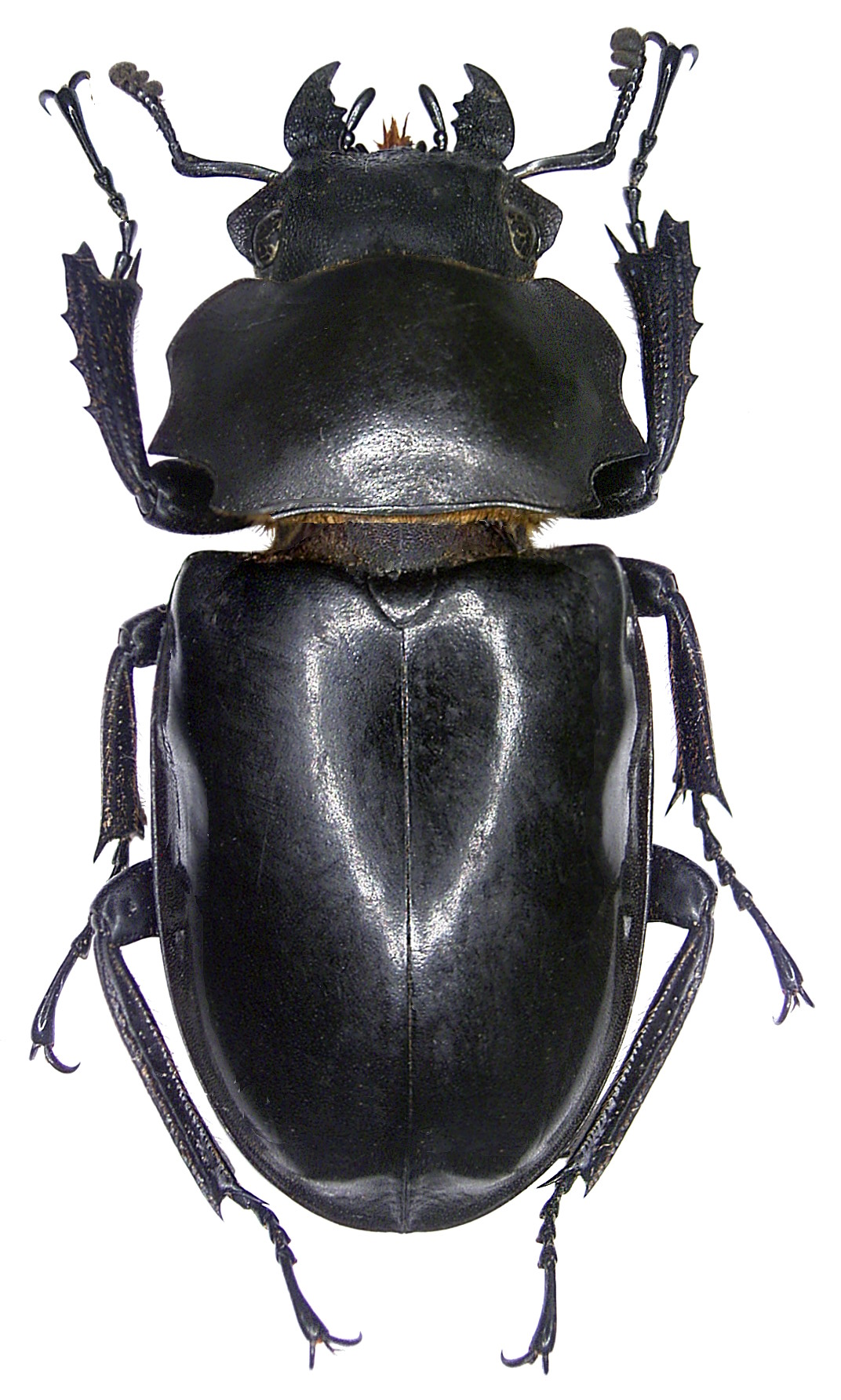
メス

原名亜種はツヤクワガタ属の代表種で、体長は42-80mm程になる。前羽根にはミヤマクワガタのような金色の微毛が生えている。大顎の形態は先端に鋸状の内歯が5-6本ほど生え、小型個体は顎が短くなる。

## 生態
標高1000m以上の高地の熱帯雨林帯に生息している。
夜行性だが、昼夜問わずに活動し、カシ類やの樹液等に集まる。幼虫は倒木の下の腐植土や白枯れ材の腐朽の進んだ箇所に住み、土中を繭のように周囲を食べながら成長し、約2年半で成虫となる。飛翔性も高く、灯火にも集まる。

## インターメディアツヤクワガタ
亜種で、前羽根に毛が生えないインターメディアツヤクワガタ（Odontolabis  dalmanni　intermedia）がフィリピンに生息し、パラワン島、ネグロス島、パナイ島、シブヤン島、セブ島に生息し、フィリピン特産種であるアルケスツヤクワガタと棲み分けているが、場所によっては、両者が混在する場合がある。
体長は小型で38mm、最大で106mm。アルケスと同様にツヤクワガタ類やクワガタムシ全般でも最大級の種となる。小型個体は少なく、多くは中型個体と大型個体で占められる。
アルケスとの違いは本種の方がより体色の光沢が強く、全体に漆を塗ったような姿をしている。本種の方が細身であり、中型個体はアルケスによく似ているが、胸の裏側部分にカギ状の突起が発達していない事で、アルケスと見分けられ、大型個体は先端部の他に、基部付近に大きな内歯が発達するが、アルケスには生えてこない。また、生きている成体を比較すると、雄、雌とも触角をせわしなく動かしているアルケスとは対照的に、あまり触角を動かさない。
非常に好戦的で、相手が近づくと大顎を振り上げて威嚇し、大きく発達した大顎で相手を挟み込む。雄は激しく争い、ヒラタクワガタやフタマタクワガタ程狂暴ではないものの、気の合わない雌を殺してしまう事もある。
生態的には原名亜種と、アルケスとほぼ同じ。細身の体の分、力ではアルケスに劣るものの、本種の方が素早く、飛翔性が高い。
本種はダールマンツヤクワガタの亜種の一つとして扱われているが、大顎形態の違い（基部の大きな内歯は本亜種にのみ発生する）と前羽根に毛が生えていない事から、一部では独立種として見る場合もある。長い大顎から、古い和名ではオオキバオニツヤクワガタ（大牙鬼艶鍬形虫）とも呼ばれた。
近縁亜種にミンドロ島に住むルディカツヤクワガタ　（Odontolabis  dalmanni　rudicae）がおり、こちらも形状は似ているが、頭部中央がへこむ他の亜種には無い特徴があり、色合いが同じミンドロ島に住むアルケスにやや近く、光沢がやや弱くなる。体長ではインターメディアに次ぐが、最大でも100mmには達しない。

## 飼育
主にインターメディアが大型で見栄えが良いことから、輸入量が本亜種で一番多くなる。原名亜種はあまり入らないが、O. d. rudicaeも輸入される事がある。
発酵の進んで黒っぽくなったマットやカブト用のマットを小型のコンテナに3-5cmほど堅くつめ、さらに容器の7割程度の深さになるまでマットを追加する。このときマットの水分量は、手で握って固まりになる程度を目安とする。このセットで容易に産卵できる。幼虫は大食漢で巣を作り、菌糸ビンの残りや使用済みマットなどを与えるとよい。また前蛹時に繭玉を壊してしまうと死亡する確率が高くなる。成虫までの期間は、雄は1.5-2年、雌で1年以上もかかる。寒さに弱く、成長が遅い事を除けば、比較的飼育は簡単である。ただし、大型、大歯型のオス成虫の育てるには難易度が高く、通常の飼育をした場合大半は小歯型になってしまう。大歯型を飼育するには低温飼育や大型のケースを用いるとよい。　

## 亜種
10亜種に分けられる。
- 原名亜種 O. d. dalmanni (Hope et Westwood, 1845)
インドシナ半島・マレー半島・スマトラ島・カリマンタン島・ラウト島・カリマタ島・ナツナ諸島・タレンパ島
- インターメディアツヤクワガタ O. d. intermedia (Van de Poll, 1889)
パラワン島・ネグロス島・パナイ島・シベルト島 ・シブヤン島・セブ島
- ルディカツヤクワガタ O. d. rudicae (Nagai et Tsukamoto, 2003)
ミンドロ島
- O. d. gracilis (Kaup, 1868)
ニアス島
- O. d. simeuluensis (Mizunuma, 1994)
シムルエ島
- O. d. batuensis (Mizunuma, 1994)
バツ諸島
- O. d. subita (Mizunuma, 1994)
メンタウェイ諸島
- O. d. sulaensis (Mizunuma, 1994)
スーラ諸島
- O. d. tahulandangensis (Mizunuma, 1994)
タフランダン島
- O. d. celebensis
スラウェシ島・ペレン島・バンクル島・サンギール諸島（タフナ島）・ワンギワンギ島